# Big Comic Spirits
Big Comic Spirits (ビッグコミックスピリッツ Biggu Komikkusu Supirittsu?) es una revista semanal de manga seinen publicada por Shōgakukan, apuntado a hombres entre 20-25 años de edad, y originalmente lanzado en el 14 de octubre de 1980.La cultura, el alimento, los deporte, las relaciones del amor, y el negocio proporcionan los temas para su serie representada, que a menudo pregunta los valores convencionales. La revista se imprime todos los lunes y está disponible en un precio de ¥260. 

## Manga publicado en Big Comic Original

### Manga publicado actualmente
- Ashita no nai Sora (明日のない空?) de Natsuko Heiuchi, publicado irregularmente.
- Bambino! (バンビ〜ノ!?) de Tetsuji Sekiya.
- BURNING HELL de Yun Inwan, publicado irregularmente.
- Channel wa Sono Mama! (チャンネルはそのまま! Channeru wa sono mama?) de Noriko Sasaki, publicado mensualmente.
- Chiisakobee (ちいさこべえ) de Minetarō Mochizuki, publicado de 2012 a 2015.
- Coconuts Period -Chikyū Ondannka o Tomeru Usagi- (ココナッツピリオド -地球温暖化を止めるウサギ- Kokonattsu Piriodo?) de Reiji Yamada.
- Danchi Domoo (団地ともお?) de Tobira Oda.
- Denba no Shiro (電波の城?) de Fujihiko Hosono.
- Galaxy Ginza (ギャラクシー銀座 Gyarakushī Ginza?) de Kenichirō Nagao.
- Hana to Okutan (花と奥たん?) de Shin Takahashi, publicado irregularmente.
- Homunculus (ホムンクルス Homunkurusu?) de Hideo Yamamoto, publicado irregularmente.
- Ikigami (イキガミ?) de Motorō Mase trasladado desde Young Sunday y publicado irregularmente.
- Jimihen (じみへん?) de Tatsuya Nakazaki.
- Jōky Afro Tanaka (上京アフロ田中?) de Masaharu Noritsuke.
- Kamome Chance (かもめ☆チャンス Kamome Chansu?) de Yukio Tamai
- Kimakure Concept (気まぐれコンセプト Kimagure Konseputo?) de Hoichoi Productions.
- Kiryūin Saeko Tantei Jimusho (鬼龍院冴子探偵事務所?) de Tatsuya Mikami.
- Kōkōkyūji Zawa san (高校球児ザワさん?) de Eriko Mashima.
- Kyōsei Hero (強制ヒーロー Kyōsei Hō?) de Hiroki Miyashita, publicado irregularmente.
- Last Inning (ラストイニング Rasuto Iningu?) de Tsutomu Kamishiro y Yū Nakahara.
- Lost Man de Michiteru Kusaba, trasladado desde Young Sunday.
- Minna Ikiteru (みんな生きてる?) de Yoshiharu Hara.
- Mogura no Uta (土竜の唄?) de Noburo Takahashi, trasladado desde Young Sunday.
- Momonchi (ももんち?) de Kei Tōme, publicado irregularmente.
- MOON　－Subaru Solitude Standing (MOON -昴 ソリチュード スタンディング- MOON -Subaru Sorichūdo Sutandingu-?) de Masahito Soda, publicado semimensualmente.
- Oishinbo (美味しんぼ?) de Tetsu Kariya y Akira Hanasaki.
- Buenas Noches Punpun, Oyasumi Punpun (おやすみプンプン?) de Inio Asano, trasladado desde Young Sunday y publicado semimensualmente.
- Pagyaru! (パギャル!?) de Britney Hamada.
- Ponkotsu Ponko (ぽんこつポン子!?) de Keita Yatera.
- Romantei no Shujin (浪漫亭の主人?) de Tarao Ban y Nae Kobayashi, publicado irregularmente.
- Raimbow : Nisha Rokubou No Shichinin (RAINBOW 二舎六房の七人?) de Kakizaki Masasumi y Abe George, trasladado desde Young Sunday y publicado semimensualmente
- Scientia (スキエンティア Sukientia?) de Seiji Toda, publicado irregularmente.
- Sports Pon (スポーツポン Supōttsu Pon?) de Sensha Yoshida.
- Self (セルフ Serufu?) de Yukisō Saki, publicado semimensualmente.
- Shin Black Jack ni yoroshiku (新ブラックジャックによろしく Shin Burakku Jakku ni yoroshiku?) de Shūhō Satō, publicado semimensualmente.
- Shin Kurosagi (新クロサギ?) de Kuromaru.
- Shutoheru (シュトヘル?) de Yū Itō.
- Takemitsu Samurai (竹光侍?) de Taiyo Matsumoto, publicado irregularmente.
- Tomehane! Suzuri Kōkō Shodōbu ( とめはねっ! 鈴里高校書道部?) de Katsutoshi Kawai, trasladado desde Young Sunday y publicado semimensualmente.
- Teiō de Ryo Kurashina y Taro Sekiguchi
- Tetsuwan Birdy Evolution de Masami Yūki, trasladado desde Young Sunday.
- Tooi Hoshi kara kita Alice (遠い星から来たALICE?) de Tōru Fujisawa.
- Virtuous (ヴィルトゥス Virutusu?) de Gibon y Hideo Shinano.
- Yamikin Ushijima-kun (闇金ウシジマくん?) de Shōhei Manabe, publicado irregularmente.

### Otros mangas publicados
- 20th Century Boys
- D no Maō
- Joker Game
- Maison Ikkoku
- Saikano
- Yawara!
- Aoashi

## Otras revistas
- Big Comic Original